# Maillé (Indre-et-Loire)
Maillé ist eine französische Gemeinde mit 559 Einwohnern (Stand: 1. Januar 2022) im Département Indre-et-Loire in der Region Centre-Val de Loire; sie gehört zum Arrondissement Chinon und zum Kanton Sainte-Maure-de-Touraine. Die Einwohner werden Maillaciens genannt.

## Geographie
Maillé liegt etwa 40 Kilometer südsüdwestlich von Tours am Flüsschen Réveillon, das zur Vienne entwässert.
Nachbargemeinden von Maillé sind Sainte-Maure-de-Touraine im Norden, Draché im Osten und Nordosten, La Celle-Saint-Avant im Süden und Südosten, Nouâtre im Westen und Südwesten sowie Pouzay im Nordwesten.

## Verkehr
Durch die Gemeinde führt die Autoroute A10. Der Bahnhof an der Bahnstrecke Paris–Bordeaux wird im Regionalverkehr mit TER-Zügen nach Tours und Poitiers bedient.

## Geschichte
Am 25. August 1944 begingen deutsche Soldaten der 17. Panzergrenadierdivision Götz von Berlichingen ein Kriegsverbrechen an der örtlichen Bevölkerung. Beim Massaker von Maillé wurden 124 der Dorfbewohner, etwa ein Drittel davon Kinder unter 12 Jahren, ermordet.

## Bevölkerungsentwicklung
| Jahr                      | 1962 | 1968 | 1975 | 1982 | 1990 | 1999 | 2006 | 2013 |
| Einwohner                 | 602  | 587  | 518  | 580  | 594  | 653  | 619  | 594  |
| Quelle: Cassini und INSEE |      |      |      |      |      |      |      |      |